# Lotta Härdelin
Lotta Härdelin, född 1972, är en svensk pressfotograf, anställd på Dagens Nyheter sedan 1993.
Härdelin växte upp i Örebro och inledde sin karriär som fotograf på Nerikes Allehanda. 1993 flyttade hon till Stockholm och arbetade på bildbyrån Pressens Bild där hon bland annat bevakade politik. Hon värvades snart till Dagens Nyheter av Sven-Erik Sjöberg. På DN fick hon snart göra utrikesreportage. Hon bevakade Birgit Friggebos besök i Kroatien under kriget på Balkan, reste i Latinamerika och fick även bevaka Olympiska spelen i Atlanta 1996.
I slutet av 1990-talet valde Härdelin att ta tjänstledigt från DN för att studera statsvetenskap. Hon har beskrivit det som att hon inte såg hur hon skulle kunna utvecklas i sin dåvarande roll. Statsvetenskapen byttes snart mot ekonomi och hon tog en civilekonomexamen. Efter examen erbjöds hon en chefstjänst på DN som hon tackade ja till. Hon hade därefter olika chefsroller på tidningen under ett antal års tid. 2009 utsågs hon till chef för redigering, bild och grafik. I den rollen ledde hon arbetet med att förnya DN:s design som färdigställdes 2011.
Efter det valde Härdelin 2012 att återgå till fotografyrket. Sedan dess har hon arbetat med ett flertal stora utrikesreportage. Bland annat reste hon tillsammans med Lena Sundström till Ryssland 2015 och porträtterade Edward Snowden.

## Utmärkelser
Härdelin belönades 2019 med Nils Horner-priset ”för att hon med sin utrikesfotojournalistik skapar stark närvaro och fångar den utsatta vardagen i världens krishärdar”.
I Årets bild-tävlingen 2021 utsågs Härdelin till Årets fotograf. Hon blev därmed den första kvinnan på 50 år att vinna i den kategorin. Dessutom vann Härdelins bild kategorin Vardagslivsbild utrikes för en bild på en brännskadad koala efter skogsbränderna i Australien 2019–2020. År 2025 vann hon Årets bild med en bild från översvämningarna i Valencia.